# منجم الأمار
منجم الأمار لشركة التعدين العربية السعودية، يقع في محافظة القويعية في منطقة الرياض ويبعد 195 كم إلى جنوب غرب مدينة الرياض. ويشتمل على منجم تحت الأرض (تعدين نفقي) ويعالج فيه خام الذهب بمعدل 200 ألف طن سنويا، بدأ الإنتاج في بداية عام 2008م.

## المعالجة
السحق والطحن وتعويم النحاس واستخلاص الذهب من بقايا تعويم النحاس باستخدام تقنية (سي آي إل) وتعويم الزنك.

## المنتجات
- مركزات النحاس
- سبائك الذهب على شكل خليط (دوري) (doré)
- مركزات الزنك

ترسل جميعا إلى الخارج للتكرير - تباع جميعا للصهر.